# Lijin (Steuerwesen)
Der Lijin, auch Likin : 厘金 líjīn,  war eine Art Binnensteuer in China, der zunächst als ein Instrument der Finanzierung der größtenteils lokal ausgehobenen Heere eingeführt wurde, um den Taiping-Aufstand zu unterdrücken.
Die Likin-Steuer wurde zuerst 1853 durch den Zensor Lei Yixian im Gebiet um Yangzhou eingeführt als ein Weg, um Mittel zu beschaffen bei Feldzügen gegen örtliche Rebellen. Als die Zentralregierung knapp an Einkünften war, verlieh der Kaiserhof der Steuer Gesetzeskraft und die wurde schnell eine wichtige Einnahmequelle für die Feldzüge gegen die Taiping- und Nian-Aufstände.
Die Steuer wurde als Wertsteuer auf Transitgüter erhoben und auf Geschäfte, wobei der Steuersatz zwischen 2 und 10 Prozent lag. Nachdem der Taiping-Aufstand 1864 niedergeschlagen worden waren, wurde der Lijin zu einer Dauereinrichtung des chinesischen Steuersystems und er wurde eine wichtige Einkunftsquelle für die Ortsregierung, da China seine Zollautonomie nach dem Abschluss des Vertrags von Nanking verloren hatte. In vieler Hinsicht bedeutete die Steuer die Dezentralisation der Staatsautorität als Folge des Taiping-Aufstands.
Ausländische Kaufleute in den Vertragshäfen waren der Ansicht, dass die Lijin-Steuer ein Importhindernis für ausländische Waren nach China sei und eine Verletzung der Handelsverträge darstelle, die China mit dem Westen geschlossen hatte. Infolgedessen versuchten die ausländischen Kaufleute mehrmals erfolglos, die chinesische Regierung unter Druck zu setzen, um die Steuer abzuschaffen. Die Steuer wurde durch die chinesische Regierung am 1. Januar 1931 abgeschafft.